# Alliés de Batman
Les alliés de Batman sont des personnages de l'univers DC sur lesquels Batman peut compter ou a pu compter lors de ses nombreuses aventures. Ils aident le justicier de Gotham que ce soit en lui fournissant des informations, en lui permettant de se sortir de situations périlleuses ou simplement en l'assistant de façon quotidienne dans ses activités.
Le premier allié de Batman fut le commissaire James Gordon, qui est apparu pour la première fois dans le même comic book que Batman, Detective Comics #27 (Mai 1939). Robin, le partenaire de Batman, fut introduit au Printemps 1940 ; Alfred Pennyworth, le majordome de Batman en 1943 et Barbara Gordon en 1967.
Le terme "Batman Family" est le terme informel pour les plus proches alliés de Batman, en général des justiciers masqués agissant dans Gotham City. Batman a aussi formé des liens forts ou des relations de travail avec d'autres super-héros, incluant les membres de la Justice League comme Superman, Green Arrow, Zatanna et Wonder Woman. D'autres tel que Jason Bard, Harold Allnut, Onyx, et Toyman travaillent pour lui.

## Gotham City Police Department
Le Département de Police de Gotham City (le GCPD) a été présenté dans ses propres séries : la mini-série Batman: GCPD (1996) et la série Gotham Central (2002 - 2006). Dans cette dernière série, les membres composant ce département enquêtent sur des crimes inhabituels qui infestent la ville, dans un effort personnel de minimiser la participation de Batman,. Gotham Central pris fin au numéro 40.
- Commissaire James Gordon, le Commissaire de police de Gotham City, est le membre le plus important du GCPD à l'intérieur du mythe de Batman. Apparaissant aux côtés du personnage principal lors de sa première apparition, Gordon fut le premier allié de Batman[4]. Batman a une relation de travail très forte avec lui (bien que ce ne soit pas officiel). Gordon, comme les autres personnages, a considérablement changé au fil des années. Ainsi, lors des débuts du personnage, Gordon n'était pas un allié de Batman, et était plus antagoniste envers lui. Cependant, il était un ami de Bruce Wayne[4]. Dans Batman: Year One, Gordon est présenté comme l'un des rares flics honnêtes de Gotham[5].

D'autres membres du Département de Police de Gotham City ont joué des rôles importants dans la « Famille » étendue de Batman.
- Renee Montoya, un personnage qui fut ajouté dans les comics dans les années 1990 à la suite de sa création dans la série animée. Elle quitta le GCPD quand son partenaire Crispus Allen fut assassiné et que le coupable échappa à la justice. De plus, son orientation sexuelle a été dévoilée à tout son service contre sa volonté. À la suite de cela, elle devint le personnage principal de la série 52. Renee, qui finit par prendre le manteau de the Question, combat le crime aux côtés de Batwoman, qui est parfois son amante.
- Crispus Allen était un vétéran des forces de police, dans la quarantaine, qui fut transféré à Gotham City où il fit équipe avec l'inspectrice Renee Montoya dans l'Unité des Crimes Majeurs du GCPD. Allen avait une femme aimante et deux fils adolescents. Sa famille était sa priorité qui venait avant tout le reste. Allen voyait Batman comme un mal nécessaire, ne souhaitant pas avoir affaire à lui mais tolérant sa présence. Allen était un agnostique qui doutait de l'existence de Dieu en dépit de sa famille très croyante.
- Harvey Bullock s'avère être une véritable douleur pour le Commissaire Gordon, mais après avoir causé accidentellement une crise cardiaque, le personnage s'est repenti. Depuis lors, il a été une présence presque constante. Il est présenté comme étant un fainéant et il est constamment suspecté de corruption, mais finalement, il est un bon flic et un grand allié de Gordon.
- Jason Bard est un policier de Détroit engagé par Jim Gordon et travaillant dans l'Unité des Crimes Majeurs (UCM). Il aida plus tard Batman a échapper à un piège du GCPD mené par le nouveau Commissaire corrompu, Jack Forbes. Avant le reboot des New 52, il a été présenté comme détective privé avant Crisis on Infinite Earths, et après la Crise, il a été engagé pour être l'agent de liaison de Batman pendant la journée dans l'arc Face the Face (Detective Comics #817-820 et Batman #651-654).

## Membres de laBatman Family
Ce groupe est constitué de super-héros - exception faite d'Alfred Pennyworth - ayant les mêmes buts que Batman et qui opèrent dans Gotham City. Batman est souvent le chef d'équipe. De nombreux membres du groupe interagissent les uns avec les autres et s'entraident lors des enquêtes. Bien que certains membres en veuillent à l'occasion contre l'intrusion de Batman dans leur vie, tous le respectent en tant que légende à l'intérieur de la communauté des super-héros et osent rarement défier son autorité. La plupart de ces personnages ont aussi un lien très fort avec le Chevalier Noir en raison d'une relation très proche et très longue au fil des années. Ils le considèrent comme un grand ami et un allié, et reconnaissent qu'il partage très probablement ce sentiment, peu importe qu'il soit réticent à le montrer. Dans l'arc Bruce Wayne: Fugitive de 2002, dans lequel Bruce Wayne est accusé de meurtre, les alliés de Batman se rassemblent pour prouver son innocence. Il a également été sous-entendu à travers l'histoire de Batman que ce réseau sert de famille de substitution pour ce dernier et l'empêche de glisser trop loin dans son personnage impitoyable de justicier.

### Membres actuels
- Alfred Pennyworth : Majordome de la Famille Wayne et figure paternelle pour tous ses membres. Alfred a élevé Bruce Wayne après le meurtre de ses parents. Il considère Bruce comme un fils et les fils adoptifs de Bruce comme ses petit-fils[5].
- Nightwing (Dick Grayson) : Enfant acrobate orphelin qui servit à l'origine comme premier partenaire de Batman, Robin, il devint pupille de Bruce Wayne et plus tard, son fils adoptif. Héritier du titre de Batman. Devenu adulte, il prit l'identité de Nightwing, et servit de protecteur pour Blüdhaven, la ville voisine de Gotham.
- Red Hood (Jason Todd) : Il est un jeune orphelin des rues que Batman a surpris alors qu'il tentait de voler les pneus de la Batmobile. Batman a reconnu que l'enfant avait du potentiel et le prit comme second Robin. Il fut plus tard assassiné par le le Joker[7]. De ce fait, il est ressuscité par Ra's Al Ghul, mais n'a plus aucune véritable conscience de ce qui l'entoure. Il est complètement "guéri" après que Talia al Ghul l'ai jeté dans un puits de Lazare qui le soigna complètement. Quand Jason découvrit que Batman n'avait jamais vengé sa mort et que le Joker était toujours en vie, il devint le Red Hood, l'ancien alias utilisé par son meurtrier, le mouton noir de la Famille de Batman[8]. Dans les New 52, il tisse une trêve fragile avec la Bat-Family et porte le symbole du Batman sur son costume. Il forme une équipe, The Outlaws, avec Starfire et Arsenal pour enquêter sur un groupe appelé "The Untitled". Plus tard, Jason est le chef d'une nouvelle équipe de Outlaws composée de Bizarro et Artemis.
- Red Robin (Tim Drake) : Fils adoptif de Bruce Wayne. Un autre adolescent combattant le crime qui souhaitait aider Batman après la mort de Jason Todd[7], il devint le troisième Robin. À la suite du meurtre de ses parents, il fut adopté par Bruce Wayne. Après l'arrivée de Damian Wayne, il abandonne le masque de Robin pour devenir "Red Robin". Dans les New 52, Tim se vit offrir le rôle de Robin par Batman mais choisit d'être Red Robin par respect pour Jason Todd. Plus tard, il quitta Gotham, et devint le chef d'une nouvelle équipe appelée les "Teen Titans"[9].
- Barbara Gordon : Fille du Commissaire de Police de Gotham, Jim Gordon. Barbara a commencé à travailler en tant que Batgirl aussitôt après la première apparition de Robin[10]. Après avoir été laissée paraplégique par le Joker[11], elle devient Oracle, le centre de renseignement pour le DC Universe, et fonde une équipe composée d'agents féminins, les Birds of Prey. À la suite des événements du Flashpoint, l'histoire de Barbara en tant qu'Oracle est coupée court ; ayant été miraculeusement guérie, Barbara reprend son rôle de Batgirl une fois de plus, bien qu'elle ait des problèmes de colère et de TSPT[12].
- Robin (Damian Wayne) : Fils biologique de Bruce Wayne et de Talia al Ghul. Damian a été élevé dans la Ligue des Assassins de Ra's al Ghul et a été entraîné par sa mère jusqu'à ce qu'il vienne vivre à Gotham avec Bruce Wayne. Après que Dick Grayson ait pris la cape de Batman, il choisit Damian pour être le nouveau Robin. Dans le numéro huit de la série des New 52, Batman Incorporated, Damian se fait poignarder dans l'estomac par l'Hérétique et meurt. Damian est alors ressuscité par l’Éclat du Chaos sur Apokolips durant la série Robin Rises.
- Ace le Bat-Chien : En 1955, quelques mois après que les séries de Superman aient vu l'introduction de Krypto, les séries de Batman introduisirent Ace le Bat-Chien, un Berger allemand avec un masque noir couvrant une partie de sa tête, et qui aidait Batman et Robin dans différentes enquêtes. Ace réapparait plus tard comme chien de garde et compagnon de Bruce dans la série télévisée Batman Beyond (dans laquelle Ace est un grand Danois noir), et la série Krypto le superchien. Dans la nouvelle série de Batman & Robin, Bruce adopte un Grand Danois pour Damian. Il nomme le chien Titus.
- Batwoman (Kathy Kane) : Riche héritière et ancien cadet de West Point qui devient une super-héroïne à la suite de son renvoi de l'Académie. Kathy Kane apparait après les événements d'Infinite Crisis, dans les pages de la série 52. À la suite de la mort apparente de Bruce Wayne en 2009, Batwoman fut un des personnages évoluant dans Detective Comics pour un court moment, ce qui lança sa propre série solo, Batwoman lors du début des New 52.
- Catwoman (Selina Kyle) : Une des adversaires de Batman. Plus tard, elle devint la protectrice du quartier East End de Gotham City[6] et est attirée par Batman. Un an après les événements d'Infinite Crisis, elle se retire (autorisant Holly Robinson à prendre le masque de Catwoman) et donne naissance à une petite fille, prénommée Helena. À la suite de plusieurs tentatives d'enlèvement de son bébé, Catwoman met sa fille à l'adoption. Dans les New 52, Selina est une voleuse de 23 ans qui est dans une relation amoureuse avec Batman. Bien qu'elle ne soit pas considérée comme un membre à part entière de l'équipe de Batman, elle a aidé ce dernier et ses alliés dans différentes missions.
- Spoiler (Stéphanie Brown) : Fille du Maître des Indices (Cluemaster) qui devint une super-héroïne adolescente. Elle était la petite amie de Tim Drake. Quand Tim se retira de la communauté des justiciers, Stéphanie devint le nouveau Robin mais fut renvoyée pour avoir désobéi aux ordres de Batman. Elle redevint Spoiler et se lança à la poursuite de Black Mask. Celui-ci la captura et la tortura. Plus tard, le Dr. Leslie Thompkins falsifia sa mort et la cacha à Batman et Robin. Elle revint plus tard se battre aux côtés de Batman. Quand Cassandra Cain abandonna le masque de Batgirl, Stéphanie devint la nouvelle Batgirl. Elle est réintroduite dans le titre des New 52, Batman Eternal, une fois de plus en tant que Spoiler. Elle prend ce nom après avoir été forcée à fuir son père, Cluemaster.
- Bluebird (Harper Row) : Une jeune ingénieur en électricité, un peu punk de Gotham City qui souhaite aider Batman pour le remercier d'avoir protégé son frère et elle d'une agression, à la grande frustration de Batman.
- Orphan / Black Bat (Cassandra Cain) : Une prodige dans les arts martiaux et fille des assassins David Cain et Lady Shiva[13]. Batman et Oracle l'ont entraîné pour en faire la nouvelle Batgirl. Plus tard, elle fut légalement adoptée par Bruce Wayne[14]. Après l'event de Batman: RIP, Cassandra cesse d'être Batgirl et passe la cape de celle-ci à son amie proche, Stéphanie Brown. Elle opère maintenant en tant que Black Bat, et représente Batman Inc. à Hong Kong. Elle retourne à Gotham lors des évènements de Batman: Gates of Gotham pour aider à empêcher l'Architecte de détruire la ville. Elle revient dans la continuité des New 52 en 2015, dans Batman and Robin Eternal, où elle finit par prendre l'alias de son père, Orphan.
- The Signal (Duke Thomas) : le plus récent des jeunes partenaires de Batman. Il s'entraîne toujours. Il vient travailler pour Batman après que ses parents soient devenu fous[15].
- Batwing (Luke Fox) : Le nouveau Batwing et fils de l'associé de Batman, Lucius Fox. Il a récemment rejoint l'équipe de Batman dans Detective Comics.
- Azrael (Jean-Paul Valley) : Azrael était un assassin génétiquement modifié de l'Ordre de St. Dumas qui a remplacé Bruce Wayne an tant que Batman quand celui-ci avait été gravement blessé par Bane dans la série Knightfall.
- Julia Pennyworth : Agent du SRR et fille d'Alfred, Julia prend la place de celui-ci quand elle découvre le secret de Batman, après que son père ait été attaqué par Silence.
- Huntress (Helena Rosa Bertinelli) : Fille d'une ancienne famille de la mafia. Elle refusa de suivre le crime et commença à patrouiller dans Gotham en tant qu'anti-héroïne. Elle servit comme agent d'Oracle, une des Birds of Prey. Tandis que sa relation avec Batman a été tendue au départ, elle finit par gagner son respect. Dans les New 52, Helena Bertinelli travaille comme espionne pour l'organisation Spyral, au côté de Dick Grayson. À la fin de la série Grayson, tout comme Dick, Bertinelli quitte Spyral et prend l'identité de Huntress. Elle rejoint les Birds of Prey.
- Lucius Fox : Lucius Fox est un proche de confiance de Bruce Wayne. Il est le Directeur général de Wayne Enterprises et de la Wayne Foundation.
- Leslie Thompkins : Amie proche et collègue de Thomas Wayne, Leslie servit de parent de substitution à son fils Bruce après que ses parents aient été assassinés. Elle devint plus tard une confidente dans sa croisade en tant que Batman.

### Membres décédés
- Orpheus (Gavin King) : Orpheus était un agent d'une organisation de l'ombre qui l'avait formé et équipé pour lutter contre le crime. Il devint l'un des agents de Batman et se fit passer pour un patron du crime, mais fut finalement tué par Black Mask. Gavin n'apparaît pas dans les New 52.
- Deadman (Boston Brand) : Boston Brand fut assassiné par un membre de la Ligue des Assassins et revint à la vie (sous forme de fantôme) pour demander de l'aide à Batman afin de résoudre son meurtre. Le duo travailla de concert pour neutraliser l'organisation. Dans les New 52, Deadman est un membre de la Justice League Dark.
- Chevalier / Knight (Cyril Sheldrake) : Le Chevalier originel était Percival Sheldrake qui devint le partenaire du Shining Knight en tant qu’Écuyer (Squire) durant l'époque de la Seconde Guerre mondiale. Il devint le Chevalier (Knight) une fois adulte et son fils, Cyril le nouvel Écuyer. Ils firent équipe avec Batman. Quand Percival décéda, Cyril devint le nouveau Chevalier et adopta Beryl Hutchinson en tant que son nouvel Écuyer. Après qu'il eut rejoint Batman Inc., il fut tué par un homme de main de l'organisation Leviathan.

### Statut inconnu

#### The New 52
- Les Birds of Prey : Une équipe d'héroïnes formée par Oracle qui combat le crime dans Gotham. Les membres importants ont inclus Black Canary, Lady Blackhawk, et Helena Bertinelli alias Huntress. À la suite du « Flashpoint », l'équipe fut remaniée avec Black Canary à sa tête, Starling, Poison Ivy, Katana, et Batgirl qui assiste l'équipe à l'occasion. Le groupe est dissous et est inactif depuis un désaccord important entre Black Canary et Batgirl dans Birds of Prey Vol. 3 #34 (août 2014).
- Misfit (Charlotte Gage-Radcliffe) : Misfit commence ses activités en portant une variante, fabriquée maison, du costume de Batgirl de Barbara Gordon. Le design de ce costume est suffisamment proche de l'original pour qu'elle soit prise pour la vraie Batgirl de nuit. La mystérieuse fille accepte d'abandonner le costume de Batgirl, mais pas d'abandonner ses activités d’héroïne. Charlotte fait une courte apparition dans les New 52.
- Man-Bat (Kirk Langstrom) : Au début, ennemi de Batman, il finit par contrôler ses instincts de Man-Bat. Quand il y parvient, il utilise le Man-Bat pour faire le bien.

#### Avant The New 52
- Bat-Mite
- Creeper (Jack Ryder)
- Ragman (Rory Regan)
- Simon Dark

### Dans le futur
- Batman Beyond (Terry McGinnis) : Le nouveau Batman du futur après que Bruce Wayne ait opté pour la retraite définitive.

## Membres de Batman Inc.
- Jiro Osamu : représentant de Batman Inc. au Japon.
- Nightrunner (Bilal Asselah) : représentant de Batman Inc. à Paris[16].
- El Gaucho (Santiago Vargas) : représentant de Batman Inc. en Argentine.
- Chevalier / Knight (Beryl Hutchinson) : représentant de Batman Inc. en Angleterre.
- The Hood (George Cross)
- The Dark Ranger (Johnny Riley)
- Batwing (David Zavimbe) : représentant de Batman Inc. en République Démocratique du Congo.
- Talon (Calvin Rose) : Un ancien Ergot (Talon) de la Cour des Hiboux qui a désobéi à ses maîtres et qui a fui la Cour. Calvin Rose a obtenu sa propre série lors du lancement des New 52. Le dernier numéro voit Calvin intronisé dans Batman Inc[17].

## Alliés occasionnels
- Harley Quinn (Harleen Quinzel) : Selon les comics, elle peut être une alliée ou une antagoniste, ancienne partenaire et petite-amie du Joker.
- Harold Allnut : Harold était un assistant de Batman qui l'aidait à créer le design, à fabriquer et réparer la plupart de ses gadgets. Harold fut tué par Silence[18]. Harold n'apparaît pas dans les New 52, mais est à nouveau vivant dans le DC Rebirth.
- Onyx (Onyx Adams) : Ancien garde du corps et protectrice d'Orpheus.
- Sasha Bordeaux: Ancien garde du corps de Bruce Wayne.
- Talia Al Ghul : Parfois alliée, mais plus souvent ennemie
- Vicki Vale : Journaliste ayant déjà eu une relation amoureuse avec Bruce Wayne.

## Autres alliés super-héros
Batman interagi régulièrement avec d'autres super-héros dans des titres tel que la Justice League of America. Cependant, quelques-uns ont une présence marquée dans les titres principaux de Batman :
- Superman (Clark Kent / Kal-El)
- Etrigan (Jason Blood)
- Zatanna (Zatanna Zatara)
- Black Canary (Dinah Laurel Lance) : Ancienne membre de la Justice Society et de l'équipe d'Oracle, les Birds of Prey. Elle est également la femme de Green Arrow. Elle est un membre fondateur de la Justice League of America dans Secret Origins vol. 2 #32 (Novembre 1988).
- Plastic Man (Eel O'Brian)
- La Question
- Blue Beetle (Ted Kord) : Un ami proche d'Oracle (travaillant parfois avec les Birds of Prey), a servi avec Batman dans la Ligue, et est une idole pour Tim Drake. Avant sa mort, sa compagnie devint une filiale de Wayne Industries.
- Alan Scott : Le Green Lantern de l'Age d'Or qui travaille et vit à Gotham City.
- Katana (Tatsu Yamashiro) : Elle rencontre Batman lors de la formation des Outsiders. Elle finit par s'installer à Gotham dans le penthouse qui a servi de base des opérations pour le groupe. Dans la série Beware The Batman, elle est engagée par Alfred Pennyworth pour prendre sa relève auprès de Bruce Wayne au manoir. Elle prend finalement l'identité de Katana pour seconder Batman dans ses missions et devient membre des Outsiders. Elle joue aussi un rôle important dans le film Suicide Squad de 2016.
- Wildcat (Ted Grant) : Un membre originel de la Justice Society of America et un ex-champion de boxe poids lourds qui a entrainé un jeune Bruce Wayne. Les deux sont restés des alliés proches.